# Steve Goodman
Steven Benjamin Goodman (Chicago, 25 luglio 1948 – Seattle, 20 settembre 1984) è stato un cantante statunitense.

## Biografia
Affetto fin da ragazzo di leucemia, ha composto diversi brani di successo come City of New Orleans (1971), portata al successo di Willie Nelson nel 1984. Grazie a questo brano Goodman ha vinto un Grammy Award nell'ambito dei Grammy Awards 1985 come "miglior canzone country".
Sua è anche la canzone Banana Republics, incisa per la prima volta nel 1976 e portata al successo in Italia da Lucio Dalla e Francesco De Gregori alcuni anni dopo.
Ha vinto un altro Grammy nel 1988 (postumo) per Unfinished Business come "miglior album contemporary folk".
È morto a soli 36 anni a Seattle.